# 陈卫华 (1963年)

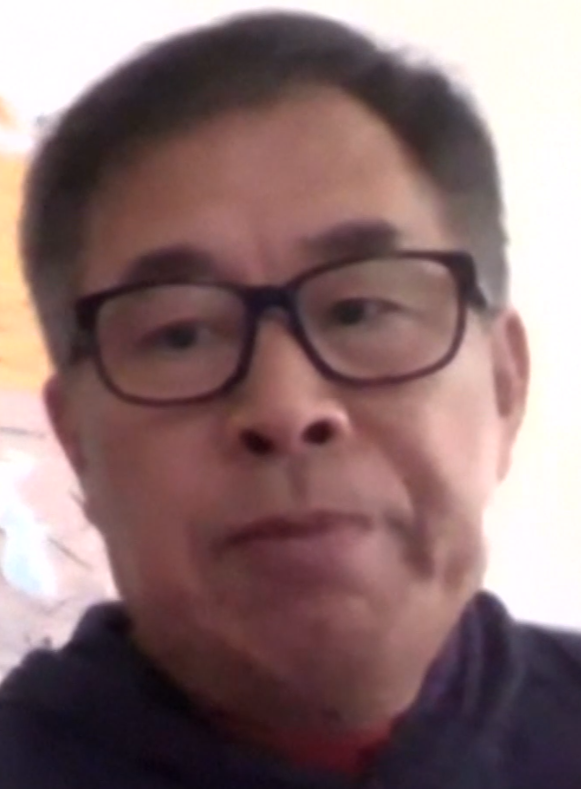
陈卫华 (2023)

陈卫华（1963年11月—），中华人民共和国记者。

## 生平
1981年9月，考入上海复旦大学生物系。1984年9月，攻读复旦大学新闻系第二学士学位。1987年，进入中国日报社经济部，担任商业周刊记者。1988年6月，进入上海站工作。1992年11月，担任上海站副站长。1999年，9月，出任上海英文星报编委。2000年5月，担任编委兼编辑部主任。2004年，由奈特—汉尼斯学者项目赞助，以访问学者身份进入斯坦福大学研习。2008年，担任中国日报社上海英文星报常务副总编辑。2009年11月，担任中国日报社驻纽约首席记者、驻华盛顿记者站首席记者。2010年海地地震时，赶赴现场参与救援报道。